# Aesopida malasiaca
Aesopida malasiaca  (лат.) — вид жуков-усачей из подсемейства ламиин. Распространён на Борнео, Суматре, Яве, в западной Малайзии, Лаосе и Вьетнаме. Кормовыми растениями личинок являются бомбакс капоковый, маллотус филиппинский, Kydia calycina.